# Steam Controller
Steam Controller es un gamepad desarrollado por la empresa de desarrollo de videojuegos Valve. Fue presentado el 27 de septiembre de 2013 a través de la página web de Steam. 
Este dispositivo está orientado tanto para su uso en consolas como en PC. Está diseñado principalmente para funcionar con las Steam Machines que tienen incorporado SteamOS y Steam, con su interfaz "Big picture".

## Características
- Diseñado para jugar a todos los juegos de la tienda de Steam.
- Formado por dos trackpads pulsables de alta precisión compatibles con todo tipo de juegos, situado a cada lado del mando, están hechos para que respondan a las órdenes de los pulgares del jugador.
- Los trackpads son de alta precisión gracias a dos actuadores lineales resonantes duales, que permiten una precisión muy alta sobre la dirección de movimiento.
- La capacidad Háptica permite a los trackpads incluso actuar como altavoces.
- Pantalla táctil de alta calidad en el centro del controlador, para crear un mayor dinamismo entre el jugador y el juego.
- Cuando la pantalla táctil es tocada la imagen se sobreimprime a la del juego para que no se cree ningún tipo de confusión.
- Los botones del mando están ergonómicamente colocados respecto a su frecuencia de uso y simétricamente para que puedan ser utilizados tanto por diestros como zurdos.
- El controlador de Steam puede ser abierto y hackeado por cualquier usuario.